# Jaworzno Ciężkowice
Jaworzno Ciężkowice – przystanek osobowy (dawniej stacja kolejowa) w jaworznickiej dzielnicy Ciężkowice w województwie śląskim. Znajduje się pod wiaduktem na ul. Wielkanocnej, usytuowany jest w kilometrze 20,879 linii kolejowej nr 133, między stacją Jaworzno Szczakowa, a przystankiem osobowym Balin. Przystanek obsługuje pasażerskie lokalne połączenia kolejowe w relacjach Katowice – Kraków Główny –  Rzeszów Główny. 

## Historia
W 2019 r. posterunek ruchu zdegradowano ze stacji do przystanku osobowego, zlikwidowano tory dodatkowe, zmodernizowano tory główne zasadnicze oraz torowisko na przyległych szlakach. Wybudowano nowe perony, zamontowano wiaty dla podróżnych, nowe oświetlenie oraz megafony. Perony zostały podwyższone i przesunięte bliżej przejazdu kolejowo-drogowego.  
W 2023 r. został zlikwidowany przejazd na ul. Ciężkowickiej a dojście do peronów zasadniczo zostało zapewnione z nowego wiaduktu nad peronami. 

## Ruch pasażerski
| Rok  | Wymiana pasażerska na dobę |
| ---- | -------------------------- |
| 2017 | 20-9                       |
| 2022 | 100-149                    |